# 康拉德五世
康拉德五世（波蘭語：Konrad V Kącki，約1385年—1439年9月10日），奧萊希尼察公爵，康拉德三世的次子，1412年至1439年在位。

## 家庭
康拉德五世的妻子名為瑪格麗塔（Margareta），兩人共有2子2女：
1. 阿格尼絲（1411/12年—1448年）
2. 康拉德九世（約1415年—1471年）
3. 康拉德十世（1420年—1492年）
4. 安娜（約1425年—1482年），與普沃茨克的瓦迪斯瓦夫一世結婚